# Коромыслово (Островский район)
Коромыслово — деревня в Бережанской волости Островского района Псковской области.
Расположена к северо-западу от болота Жуковский Мох, в 18 км к северо-западу от центра города Остров и в 8 км к северу от деревни Рубилово.
Постоянное население по состоянию на 2000 год в деревне отсутствовало.
До 2005 года деревня входила в состав ныне упразднённой Калининской волости с центром в д. Рубилово.